# Acord Tripartit (Angola)
L'Acord entre la República Popular d'Angola, la República de Cuba i la República d'Àfrica del Sud (anglès Agreement among the People's Republic of Angola, the Republic of Cuba, and the Republic of South Africa), també conegut com a Acord Tripartit, Acorde de les Tres Potències o Acords de Nova York, concedí la independència a Namíbia de Sud-àfrica i tancà la implicació directa de tropes estrangeres a la Guerra Civil angolesa. Els acords foren signats el 22 de desembre de 1988, a la seu de l'Organització de les Nacions Unides a Nova York pels Ministres d'Afers Exteriors de la República Popular d'Angola (Afonso Van-Dúnem M'Binda), de la República de Cuba (Isidoro Malmierca Peoli) e de la República d'Àfrica del Sud (Roelof F. Botha).

## Negociacions

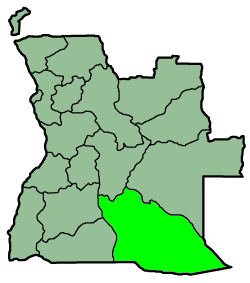
província de Cuando Cubango a Angola

En 1981 Chester Crocker, secretari d'estat adjunt dels Estats Units per a assumptes d'Àfrica pel recentment escollit President dels Estats Units, Ronald Reagan, havia desenvolupat una política de vincles. Va vincular l'acord de Sud-àfrica de renunciar al control de Namíbia, d'acord amb la Resolució 435 del Consell de Seguretat de les Nacions Unides i retirar-se d'Angola, alhora que Cuba retirava les seves tropes d'Angola. El 10 de setembre de 1986 el president de Cuba Fidel Castro va acceptar d'antuvi la proposta de Crocker. El govern sud-africà també va acceptar el principi de vinculació; va proposar el concepte a la VII Reunió Plenària de l'ONU el 20 de setembre de 1986 (la qüestió de Namíbia).
El concepte va ser fortament rebutjat per una majoria amb el suport dels cubans, amb representants que afirmaven fermament la seva oposició a l'efecte de: "... L'ONU ... demana a Sud-àfrica que desisteixi de vincular la independència de Namíbia amb problemes irrellevants i estranys com la presència de tropes cubanes a Angola, ja que aquest vincle és incompatible amb les resolucions pertinents de les Nacions Unides, en particular la resolució 435 (1978) del Consell de Seguretat;..."
Els governs d'Angola i dels Estats Units van iniciar converses bilaterals el juny de 1987 mentre continuava la guerra civil. Hi ha un desacord entre els historiadors sobre com van accedir les diferents parts a la taula:
1. Cuba sostenia que els seus èxits militars contra els sud-africans d'Angola van conduir els sud-africans a la taula de negociacions. Afirmen que la seva intervenció en la defensa de Cuito Cuanavale va aturar els atacs d'UNITA i Sud-àfrica. Creien que UNITA i Sud-àfrica es van retirar després d'una batalla de 15 hores el 23 de març i començaren negociacions quan les apostes es van fer massa altes.[2][5] Tot i que les negociacions van començar al juny de 1987, durant la segona meitat de 1987 els sud-africans van tenir nombrosos èxits militars. A més, la gran sobrecàrrega militar cubana no es va produir fins al 1988, molt després del començament de les negociacions.

1. Sud-àfrica situa els esdeveniments en el context del final de la Guerra Freda, amb un final associat a l'amenaça d'expansió comunista a la regió. Des d'una perspectiva econòmica, l'efecte de les sancions es començava a sentir a Sud-àfrica, alhora que Namíbia costava més de mil milions de rands anuals a Sud-àfrica. A més, el panorama polític nacional sud-africà estava canviant ràpidament i el país es trobava sota una considerable pressió a les Nacions Unides per concedir la independència a Namíbia.[4] Els cubans també es van enfrontar a les pressions econòmiques de la guerra, ja que el govern del MPLA d'Angola havia deixat de pagar a Cuba pels seus serveis.

Després de refusar converses directes amb Cuba, els EUA van acordar incloure una delegació cubana en les negociacions, que es van unir el 28 de gener de 1988. Les tres parts van celebrar una ronda de negociacions el 9 de març a Londres. El govern de Sud-àfrica es va unir a les negociacions al Caire el 3 de maig esperant la modificació de la resolució 435. El Ministre de Defensa Magnus Malan i President Pieter Willem Botha va afirmar que Sud-àfrica es retiraria d'Angola només "si Rússia i els seus representants feien el mateix". No van esmentar retirar-se de Namíbia. El 16 de març de 1988, el "Dia del treball" sud-africà va informar que Pretòria estava "oferint-se per retirar-se a Namíbia -no de Namíbia- a canvi de la retirada de les forces cubanes d'Angola. La implicació és que Sud-àfrica no tenia cap intenció real de renunciar al territori en breu. "No obstant això, la reunió plenària de l'ONU de 1986 indica que els sud-africans vinculaven la independència de Namíbia amb la retirada cubana. El negociador cubà, Jorge Risquet, va anunciar que Cuba es quedaria a Angola fins al final de l'apartheid, probablement també com a estratagema de negociació. (L'apartheid no va acabar fins més de 4 anys després que Cuba abandonés Angola).
Els cubans van suggerir que els EUA estarien preocupats si les forces cubanes frenen el seu avanç a la frontera de Namíbia. Jorge Risquet, cap de la delegació cubana, va rebutjar les demandes sud-africanes, i va assenyalar que "Sud-àfrica havia de fer front al fet que no obtindria a la taula de negociació allò que no podia aconseguir al camp de batalla".
Segons el llibre 32 Battalion de Piet Nortje, durant aquesta campanya, Sud-àfrica va introduir les seves noves armes secretes, els canons G5 i G6. Els canons poden disparar un projectil a 40 kilòmetres amb un alt grau de precisió. Les armes es van utilitzar per frenar l'avanç cubà cap al sud i van aixecar l'espectre d'una altra escalada d'armes inaccessible entre dues potències militars de grandària mitjana. Els sud-africans afirmen que la nova arma va provocar que Cuba tingués por a més víctimes en una guerra en què les víctimes mortals cubanes havien superat en nombre a les víctimes mortals sud-africanes per un factor de 10. En canvi, l'aviació cubana gaudia de superioritat aèria, tal com va demostrar el bombardeig del complex estratègic de Calueque, i els sobrevols en 1988 de l'espai aeri de Namíbia dels Mig-23 cubans. Segons David Albright creia que el descobriment dels preparatius per a una prova d'armes nuclears a la instal·lació de Vastrap va crear una urgència entre les superpotències per trobar una solució.
Les negociacions van arribar a un punt mort que va ser trencat pel negociador sud-africà, Pik Botha, qui va convèncer Jorge Riquet que, amb paraules de Botha "...Tots dos podem ser perdedors i tots dos podem guanyar..." Pik Botha va oferir un compromís que semblaria acceptable per ambdós costats, tot subratllant que l'alternativa seria perjudicial per ambdós bàndols.
Mentre continuaven les hostilitats a Angola, les parts es van trobar juny i agost a Nova York i a Ginebra. Finalment, tots van aprovar un esbós d'acord dels "Principis per a un acord pacífic a Àfrica del Sud-oest" el 20 de juliol. Durant les negociacions, els sud-africans van ser convidats a alliberar l'activista de l'ANC empresonat Nelson Mandela com a signe de bona voluntat, que va ser denegat. Finalment, es va acordar un alto el foc el 8 d'agost de 1988. Mandela va romandre a la presó fins al 2 de febrer de 1990, quan Sud-àfrica va aixecar la prohibició de les activitats del Congrés Nacional Africà.
Les negociacions van ser finalitzades a Nova York quan Angola, Cuba i Sud-àfrica signaren l'acord el 22 de desembre de 1988. Va preveure la retirada de les forces sud-africanes d'Angola, que ja havien tingut lloc abans del 30 d'agost; la retirada de Sud-àfrica de Namíbia; i la independència de Namíbia i la retirada de les forces cubanes d'Angola en un termini de 30 mesos.
L'acord seguia la proposta d'enllaç nord-americà que també havia estat empès per Sud-àfrica en nombroses ocasions el 1984 i el 1986 (la sessió plenària de l'ONU). Namíbia va guanyar la independència en termes que Sud-àfrica havia establert, inclosa la democràcia multipartidista, una economia de mercat lliure capitalista i un període de transició.

## Implementació
L'exèrcit sud-africà va abandonar Angola el 30 d'agost de 1988, abans que s'haguessin acordat les condicions per a la retirada de Cuba. Les tropes cubanes van començar a retirar-se el 10 de gener de 1989, i la retirada es va finalitzar en etapes un mes abans del 25 de maig de 1991.
El govern d'Angola va oferir una amnistia a les tropes de la UNITA. sota la premissa que la UNITA s'integraria al MPLA sota una economia estatal d'un sol partit. Aquest concepte va ser rebutjat per la UNITA. La situació al país no va ser res més que consolidada i la guerra civil va continuar durant més d'una dècada.
Segons el llibre "Els presidents de la política exterior" d'Edward R. Drachman i Alan Shank, una sèrie de reunions i acords entre la UNITA i el MPLA, patrocinats per diversos líders africans, van fracassar horriblement. UNITA va ser insultada per la insistència del MPLA en una premissa d'un estat d'un sol partit. Una combinació de MPLA amb la consternació de la intervenció dels EUA (recolzant UNITA i forçant un canvi de poder) va portar al MPLA a abandonar l'estat unipartidista i obrir la porta a una democràcia multipartidista, amb la inclusió d'UNITA com a partit competidor. Després d'uns 18 anys de guerra, aquest va ser un gran avanç.
Les eleccions van ser declarades "en general" lliures i justes per l'ONU, el MPLA va obtenir poc menys del 50% dels vots. Tanmateix, UNITA, juntament amb vuit opositors i molts altres observadors electorals, van dir que les eleccions no havien estat ni lliures ni justes. Després de la Massacre de Halloween, el líder d'UNITA Jonas Savimbi va dirigir les forces d'UNITA per assumir tornar a les armes contra el MPLA. Però aquesta vegada, els EUA es van oposar a UNITA, alhora que pressionaven Savimbi per acceptar els resultats de les eleccions. La guerra va acabar després de la mort de Savimbi el 2002.
En preparació per a la independència, les eleccions lliures a Namíbia es van celebrar el novembre de 1989, en les quals el SWAPO va obtenir el 57% dels vots. Namibia va obtenir la seva independència el març de 1990. SWAPO era originalment un partit marxista que pretenia instal·lar un estat d'un sol partit. El govern de Sud-àfrica va rebutjar aquesta premissa fins a la caiguda de la Unió Soviètica de 1989, reduint les amenaces d'aquell trimestre i la seguretat de SWAPO que recolzaria una democràcia multipartidista amb una economia de mercat lliure capitalista. Sud-àfrica va ocupar el port econòmic de Namibia de Walvis Bay durant 18 mesos addicionals fins que es va assegurar que SWAPO respectaria la constitució recentment fundada i el principi d'una democràcia multipartidista.
Com a part de l'Acord tripartit, el Congrés Nacional Africà (CNA), el moviment d'alliberament marxista que organitzava atacs guerrillers a Sud-àfrica per acabar amb l'apartheid, eliminarà les seves bases d'Angola i ja no va rebre el suport del MPLA angolès. El CNA va traslladar les seves operacions a Zàmbia i Uganda. Més tard, el CNA també va abandonar la seva filosofia marxista. Van ser acceptats en el Moviment Democràtic Sud-africà més ampli, que va donar suport al canvi polític al país. Després que el govern va revocar la prohibició de les activitats del CNA, finalment va guanyar les eleccions democràtiques a Sud-àfrica. Es va convertir en el partit governant d'una Sud-àfrica democràtica multipartidista; dona suport a una economia de mercat lliure i capitalista.